# Lycoperdodes
Lycoperdodes is een geslacht van schimmels uit de familie van de Sclerodermataceae.

## Soorten
Volgens Index Fungorum telt het geslacht vijf soorten (peildatum november 2021):
| Soortnaam                | Auteur(s)          | Publicatiejaar |
| ------------------------ | ------------------ | -------------- |
| Lycoperdodes boreale     | (P. Karst.) Kuntze | 1891           |
| Lycoperdodes canariense  | Kuntze             | 1891           |
| Lycoperdodes cranium     | (Lév.) Kuntze      | 1891           |
| Lycoperdodes herculeum   | (Pall.) Kuntze     | 1891           |
| Lycoperdodes leptothecum | (Reichardt) Kuntze | 1891           |